# Joleon Lescott
Joleon Patrick Lescott, né le 16 août 1982 à Birmingham, est un ancien footballeur international anglais, qui évoluait au poste de défenseur.

## Biographie

### Vie privée
À l'âge de cinq ans, il est percuté par une voiture le long de la route alors qu'il rentrait de l'école, cet accident a laissé une cicatrice sur son front malgré plusieurs interventions chirurgicales.

### Carrière en club
Joleon Lescott signe son premier contrat professionnel avec Wolverhampton Wanderers et fait ses débuts le 13 août 2000, contre Sheffield Wednesday à Molineux Stadium. Rapidement, il s'impose comme un titulaire indiscutable dans l'effectif des Wolves et participe à la montée de Wolverhampton en Premier League pour la saison 2003-2004, mais il sera blessé durant toute la saison et les Wolves retrouvent la Championship la saison suivante. En 2006, Lescott est transféré à Everton, où son nouvel entraineur David Moyes en fait un de ses joueurs de base, jouant tantôt en défense central avec Phil Jagielka ou Joseph Yobo ou arrière gauche. Il réalise sa plus belle saison en 2007-2008, où en 38 matchs de Premier League, il marque 8 buts et est élu meilleur joueur par les fans des Toffees. Le 24 août 2009, il rejoint Manchester City pour un montant de transfert de 25,2 millions d'euros plus 2,3 millions d'euros de bonus, mais les premiers mois chez les Citizens sont difficiles pour Lescott, qui fait face à la rude concurrence de Kolo Touré et de Vincent Kompany alors premiers choix de Roberto Mancini.  
Mais la longue suspension de Touré pour des problèmes de dopage permet à Joleon Lescott de s'imposer aux côtés de Kompany dans cette défense qui se révélera solide avec la conquête de la Premier League et de la FA Cup. Alors en fin de contrat avec Manchester City, il signe au West Bromwich Albion. Après une saison convaincante avec WBA, Joleon Lescott rejoint le rival Aston Villa le 1er septembre 2015. Il est libéré après une saison passée chez les Villans durant laquelle il dispute 31 matchs (trois buts).
Le 29 août 2016, Lescott s'engage pour deux saisons avec l'AEK Athènes FC. Il dispute quatre rencontres avant de se détacher un cartilage du genou en novembre. Cette blessure doit éloigner Lescott des terrains pendant plusieurs mois, et le club grec décide de se séparer de lui. En janvier 2017, il s'entraîne avec Sunderland avant de finalement s'engager pour six mois avec le club de Premier League. Le 4 février suivant, il prend part à son premier match avec les Black Cats en entrant à l'heure de jeu face à Crystal Palace (victoire 0-4).
Le 27 novembre 2020, il reprend sa carrière sportive et s'engage avec le club du Racing Murcia FC, qui évolue en 4e division espagnole.

### Carrière en équipe nationale
Grâce à sa bonne saison 2007-2008, il attire l'œil du sélectionneur Steve McClaren  qui lui offre sa première sélection le 13 octobre 2007, contre l'équipe d'Estonie où il remplace Rio Ferdinand à la mi-temps. Lescott est titulaire lors du match crucial contre la Croatie, le 21 novembre 2007, avec une défaite 2-3 de l'Angleterre, qui ne participera donc pas à l'Euro 2008. À la suite d'une blessure, il rate la Coupe du monde 2010. Roy Hodgson le retient dans sa liste des 23 pour l'Euro 2012 où il se retrouve titulaire et à cette occasion, il inscrit son unique but en sélection contre l'équipe de France.

## Palmarès
Avec l'Everton FC, il est finaliste de la Coupe d'Angleterre en 2009.
Il est champion d'Angleterre en 2012 et 2014 avec Manchester City et remporte la Coupe d'Angleterre en 2011 en battant Stoke City en finale.